# Faraó (videojoc)
Faraó (en anglès: Pharaoh) és un videojoc d'estratègia clàssic, amb un estil similar al de SimCity, ambientat en l'Antic Egipte, creat per Impressions Games i publicat per Sierra Entertainment per a Microsoft Windows. Es tracta de la construcció i gestió dels assentaments i ciutats de l'Antic Egipte, i és el primer d'aquesta temàtica en la sèrie de videojocs City Building Series.
El videojoc va ser llançat al mercat el 31 d'octubre del 1999, i complementat amb una expansió (Cleòpatra: Reina del Nil) desenvolupada per BreakAway Games l'any següent. Tant el videojoc original i l'expansió són sovint mencionats, i es poden adquirir com una sola entitat, sota el títol de Faraó i Cleòpatra.

## Descripció del joc
Faraó es basa en el mateix mode de joc que Caesar III, també desenvolupat per Sierra Entertainment, que posseeix els mateixos principis i conceptes, però té moltes millores i excepcions.
Els objectius que cal acomplir a Faraó són mostrats abans que es jugui amb un escenari. Cada missió estableix com a objectiu cinc ciutats, cadascuna d'elles posseeix un nivell de dificultat diferent.
Hi ha cinc escales de qualificació al joc, que són:
- El número de població.
- El nivell de cultura, que representa l'accés de la població als serveis de la ciutat.
- El nivell de monuments, que representa la quantitat de monuments construïts a la ciutat.
- El nivell de prosperitat, que representa la bonança financera de la ciutat i la reputació de l'Imperi.

## Mode Missió
Faraó té inclòs un mode missió o campanya protagonitzada per una dinastia, que es divideix en cinc parts: període predinàstic, període arcaic, imperi antic, imperi mitjà i imperi nou; cada període té cinc missions i per poder avançar-les cal seguir amb els objectius especificats, cadasun es fa més difícil d'atènyer a mesura que es passen els períodes, cadascuna de les missions individuals tenen una puntuació relativa, d'acord com ha acomplert els objectius el jugador.
L'objectiu principal del joc és crear una ciutat pròspera, subministrada favorablement de recursos alimentaris, ordinaris i de luxe perquè la població estigui en un estat òptim d'aprovació, comportant, per tant, una millora dels habitatges de la ciutat.

## Conceptes bàsics

### Habitatge
A Faraó els habitatges s'actualitzen de nivell depenent els factors de la ciutat, els habitatges arribaran a un nivell econòmic major quan tots els requisits determinats es compleixin sostingudament. Les cases de nivells més alts també necessiten estar situades a sectors on existeixi una major desitjabilitat i edificis favorables, determinat per un nivell de "convivència". La convivència està influenciada per edificis i elements circumdants, per exemple, els jardins, temples, estàtues i santuaris pugen el nivell de convivència; mentre que les indústries, granges, parcs de bombers, edificis amb molt d'aldarull i despatxos d'arquitectes fan que baixi el nivell de convivència.
Les unitats d'habitatge més altes es coneixen com a finques. El jugador també pot construir una mansió personal, la mida de la qual està determinada per la missió i el càrrec polític que tingui el jugador. Els tres tipus diferents de mansions personals són el palau personal, palauet de la família i el palau de la dinastia.

### Indústria i agricultura
A Faraó la indústria no només és necessària per a la producció dels productes bàsics, sinó també fa un paper important en l'extracció de materials de construcció, que s'empren en monuments o unitats específiques.
Faraó també compta amb un complex sistema agrícola basat en la inundació anual del Nil. Algunes zones del mapa de la ciutat vora el riu són territoris designats com planes al·luvials, que s'inunden pel Nil un cop l'any, en aquests territoris només es pot construir granges i carreteres. La magnitud de la inundació als territoris fèrtils determina com d'eficient en seran les granges en el temps de conreu. Les granges també poden ser construïdes en fèrtils camps de distància al riu, però han de tenir un sistema de regadiu perquè siguin més fèrtils, i per tant, eficients.
En algunes missions, un edifici de "caça" pot ser construït, aquest edifici envia caçadors durant tot l'any per matar diversos animals de caça com estruços i antílops. Unes altres fonts d'aliment són la pesca, però cal construir unes drassanes (per a la construcció de vaixells) i una dàrsena de pesca, que enviarà els vaixells de pesca pel Nil, una altra font d'aliment és la granja de ramaderia, que necessita palla per mantenir el bestiam i així produir carn per a la població.
Hi ha diverses matèries primeres que una ciutat pot explotar i són requisits per a l'avanç o la conclusió d'una missió. Les ciutats també poden necessitar certes matèries primeres per poder obtenir-ne algun producte, com per exemple la civada, si es construeix una cerveseria, aquesta serà abastida de civada i en produirà cervesa, que és un element important per la millora de les cases de la ciutat, les matèries primeres també es poden exportar per poder equilibrar les importacions de menjar.
Quan els aliments o matèries primeres no s'emprin immediatament, seran guardats en un graner per a aliments, o un magatzem per a productes o materials. Els aliments també poden ser depositats en un magatzem en lloc d'un graner, ja sigui perquè seran importats aliments o simplement per emmagatzematge.

### Religió
Els déus presents a Faraó són els següents:
- Osiris, déu de la inundació del Nil.
- Ra, déu del Sol.
- Ptah, déu de la indústria i els treballadors.
- Seth, déu de la guerra.
- Bastet, deessa de la llar.

Algunes ciutats donen culte a només un o pocs d'aquests déus, però la majoria de les ciutats tenen tots els déus i un Déu protector que ha de ser adorat més que els altres i és més difícil de complaure.
S'adoraran déus mitjançant la construcció de temples, santuaris i complexos de temples, aquests envien sacerdots a caminar per la ciutat per a la propagació de la paraula de llur déu particular. Els santuaris són petits monuments que no tenen personal, sinó que simplement serveixen per apaivagar les persones que viuen prop d'ells. Els complexos de temples poden ser construïts a qualsevol déu, tot i que normalment només són disponibles per al Déu protector, aquests complexos són enormes estructures que en gran manera donen un augment de l'activitat i presència del Déu per a qui hagi estat construït. Els complexos de temples també se'ls pot construir o afegir un altar i un oracle per rendir homenatge a déus menors vinculats amb el Déu protector.
Cada deïtat local (déus majors però no protectors) espera la mateixa devoció que és entregada al Déu protector, per això no és recomanable deixar de banda les deïtats locals, perquè la ciutat pot ser víctima de tota mena de malediccions.
A més de la construcció de temples, les places de festivals poden ser molt útils per invocar festes en honor dels déus i apaivagar-los, així els déus honrats concediran a la ciutat diversos regals o facultats especials. Si un déu és enutjat, és possible que per efecte hi hagi un desastre en la ciutat a allò que concerneixi al déu. Osiris, per exemple, reduirà la inundació del Nil, per tant, hi haurà un encariment de les terres fèrtils on es pugui conrear. Seth destruirà forts, i Ra baixarà els punts d'Imperi o reputació al jugador.

### Exèrcit
Algunes ciutats són susceptibles als atacs d'altres civilitzacions, el jugador ha de lluitar contra aquesta amenaça mitjançant la construcció de defenses. Un màxim de sis exèrcits poden ser reclutats de la població en general; cadascun compost exclusivament d'infanteria, arquers, quàdriga, també inclosos vaixells de guerra, només que aquests han de ser construïts a les drassanes i necessiten fusta per a llur fabricació. Per a la defensa de la ciutat estan disponibles edificis: muralles, portes i torres.
Depenent del nivell d'una missió, un jugador pot o no ser assignat a una unitat militar disponible. Les unitats militars es divideixen en companyies, cada companyia té un fort, ja sigui de quàdriga, arquers o infanteria. Es necessita un edifici de reclutament per enviar soldats a un fort, i en algunes missions, els soldats també poden visitar una Acadèmia per augmentar llur nivell de destresa abans que sigui enviat en servei actiu.
A més de les forces de terra, l'Armada també pot ser establerta en algunes missions. Els molls navals estan construïts per contenir un buc naval, cadascun d'ells requereixen unes drassanes perquè els vaixells hi siguin construïts.
Els establiments militars són una de les estructures menys atractives en el joc i la construcció de qualsevol edifici militar al costat d'una parcel·la residencial farà que la convivència de la zona disminueixi ràpidament, fent que la qualitat de les cases circumdants retrocedeixi.
A més de la defensa, el jugador a vegades pot rebre demandes d'ajuda militar d'altres ciutats perquè aquests puguin tenir reforços en una guerra, en el cas d'acomplir la demanda per part del jugador, la ciutat pot ser recompensada. Cal senyalar també que agents de policia també poden lluitar contra els exèrcits enemics, però en general no serveix de gaire cosa per a la defensa de la ciutat

### Salut
La salut es proporciona a Faráo tant als vius com als morts. Cada ciutat té un nivell de salut general, determinada pel nombre d'edificis de salut que hi actuïn. Cada edifici de salut envia el seu propi proveïdor que atorga i proveeix els habitatges de la ciutat. El nombre de serveis d'atenció de salut, juntament amb la quantitat i tipus d'aliment que tenen les cases, determina el nivell general de salut per a tota una ciutat. Si el nivell de salut és massa baix, una plaga pot colpejar la ciutat, causant-ne la mort de ciutadans i provocant-hi un fort descens de la població. Els edificis de salut són els següents:
| Edifici                 | Descripció | Proveïdor de servei |
| ----------------------- | --- | ------------------- |
| Pou d'aigua             | Proporciona una font d'aigua per a aquells que viuen a prop | Cap                 |
| Subministrament d'aigua | Proporciona un portador d'aigua que subministra aigua fresca als habitatges propers. Els subministraments d'aigua normals envien un portador d'aigua, mentre que els subministraments d'aigua elegant n'envien dos | Portador d'aigua    |
| Metge                   | Els metges mantenen la salut a la ciutat i prevenen les malalties | Metge               |
| Botica                  | Ajuda al manteniment de la salut a la ciutat i evita la malària | Boticari            |
| Dentista                | Ajuda al manteniment de la salut i també que el nivell de cultura pugi a la ciutat, proporciona als ciutadans de classe mitjana l'atenció odontològica                                                             | Dentista            |
| Mortuori                | Ajuda a la ciutat mantenint el nivell de salut per l'eliminació dels cadàvers. El mortuori necessita tenir un subministrament de fibra de lli per poder convertir els cadàvers en mòmies.                          | Embalsamador        |

### Administració pública
Les ciutats a Faraó posseeixen una varietat d'edificis de l'administració pública que ajuden a mantenir la ciutat en funcionament. La majoria d'aquests edificis subministren a la ciutat amb personatges especialistes que recorren els carrers, realitzant tasques per mantenir la ciutat segura i abastir-la de serveis bàsics. Els edificis de servei civil de Faraó són els següents:
- Palau: el palau és el centre d'administració de la ciutat, des d'aquest edifici totes les activitats de la ciutat són vigilades. La major part dels diners de la ciutat es troben aquí, també al palau es fixa l'import dels sous de cada any als treballadors de la ciutat, però els diners d'aquest edifici poden ser robats si el nivell de delinqüència és elevat. Els palaus poden estar disponibles en tres nivells, depenent del nivell d'una missió, els tipus de palaus disponibles són: el palau del poble, de la ciutat i de la gran ciutat.
- Basar: aquests edificis són els encarregats de reunir els béns bàsics per als habitants de la ciutat, com aliments, ceràmica, cervesa i, en el cas de ciutadans de classe alta, joies i roba fina. El basar envia dos tipus de treballadors, un que recull els productes necessaris per al basar, i un altre que surt a la ciutat per vendre'ls-hi. Els basars han d'estar situats prop de les cases per poder prestar els seus serveis i administrar de béns a la població, però no han d'estar massa prop de zones residencials, ja que en fa perdre la qualitat de vida. Hi ha dos tipus de basars: elegant i normal. El basar normal envia un recol·lector i un venedor, mentre que l'elegant n'envia dos de cada tipus, els basars normals es converteixen en elegants quan es troben en una zona convenient.
- Llocs de serveis: els llocs de serveis proporcionen especialistes per prevenir tres formes de possibles danys a la ciutat, que són: els incendis, els col·lapses d'edificis i la delinqüència. Hi ha tres tipus de llocs de serveis:
  - Parc de bomber: envia mariscals per evitar incendis a la ciutat.
  - Despatx d'arquitecte: proporciona a la ciutat arquitectes per mantenir els edificis i evitar-ne el col·lapse.
  - Comissaria de policia: disposa policies a la ciutat per controlar la delinqüència.
- Jutjat: els jutjats són grans edificis que proporcionen magistrats que ajuden a prevenir delictes i són necessaris perquè el nivell de les residències dels habitants evolucionin. Els jutjats també serveixen per emmagatzemar una quantitat de diners i poden ser robats per lladres en el cas que hi hagi un alt nivell de delinqüència a la ciutat.
- Recaptador d'impostos: l'edifici de recaptació d'impostos s'encarrega d'enviar recaptadors d'impostos, aquests recaptadors passen per tota la ciutat cobrant-ne. Mentre més alt sigui el nivell de qualitat d'un habitatge, més diners podrà cobrar-ne el recaptador. Faraó comença cada missió amb un percentatge impositiu d'impostos del 9%, que pot elevar-se o reduir-se amb diversos efectes sobre la població de la ciutat. L'edifici de recaptació emmagatzema una bona part dels diners de la tresoreria, i pot ser robat, com el jutjat i el palau, per delinqüents. L'edifici de recaptació necessita que hi hagi a la ciutat un palau familiar abans de ser construït.
- Control de carretera: si bé no és un edifici real, ajuda a bloquejar carreteres, acció essencial per a la correcta planificació de la ciutat i bon abastiment dels serveis. Els controls de carretera només permeten passar aquells que realitzin una funció especial, com el transport d'aliments a un graner, o les caravanes de comerciants que venen i compren mercaderies a la ciutat als magatzems o molls. Tota la resta de ciutadans i treballadors, com artistes, metges, policies i comerciants de basar, se'ls impedeix passar-hi.

Cada cop que un edifici requereixi treballadors, s'entrena un tipus especial de treballador conegut com a "ciutadà", que caminarà per la ciutat a la recerca de mà d'obra per a un edifici que en necessiti. El ciutadà no compta com a mà d'obra de la ciutat i desapareixà tan aviat com l'edifici que en necessiti se n'hagi proveït. La gent ha de viure també relativament prop d'on hi hagi feina, ja que el ciutadà no acostuma a viatjar molt lluny.

### Comerç
El comerç és una part essencial del joc i per a les ciutats és una de les principals fonts d'ingressos. Faraó té un sistema sofisticat de comerç, que permet que el jugador pugui gestionar el flux dels productes bàsics d'entrada i sortida de la ciutat. El comerç comença per establir una relació comercial amb una altra ciutat. Per fer-ho, s'accedeix a un mapa del món conegut, permetent-hi que el jugador pugui seleccionar una ciutat, veure allò que la ciutat ven o compra, i establir els vincles per comerciar-hi. Mentre més lluny d'una ciutat estigui la ciutat amb què s'està jugant, més car serà el dret a pagar de les rutes comercials. Algunes ciutats no ofereixen tractes de comerç immediatament, però se'ls pot donar presents o regals per guanyar punts de reputació a l'Imperi, i amb això noves rutes comercials.
Un cop que una ruta comercial s'ha obert, la ciutat veïna començarà a enviar-hi comerciants per fer-hi negocis. El comerç per terra és executat per mercaders en una caravana que creua la ciutat dipositant-hi o extraient-ne els béns a comerciar, el comerç per aigua, en canvi, és lleugerament més complex, ja que implica la construcció d'un moll per a l'estada i carregament o descarregament dels vaixells.
L'excessiva importació d'un producte pot ser rebutjada, ja que la ciutat veïna virtualment també té necessitats que acomplir, per això aquesta és la que posa els límits dels béns que se'n poden importar. Això ocorre també amb les exportacions.
El comerç amb les ciutats pot veure's afectat tant en forma positiva com negativa, ja que es poden presentar esdeveniments en el joc, com préstecs d'ajuda a una ciutat, o que el déu Ra beneeixi o maleeixi la ciutat per raons de fe. En el cas d'una benedicció, Ra animarà les ciutats veïnes a augmentar la quantitat de béns a importar i exportar; altrament, Ra provocaria tempestes de sorra, inundacions i fam perquè el comerç s'interrompi.
El jugador també pot desar temporalment o permanent béns de la ciutat de gran demanda o escassos perquè no es comercialitzin.